# World Poker Tour seizoen 1
Een overzicht van de evenementen uit het eerste seizoen van de World Poker Tour (WPT) en resultaten van de hoofdtoernooien daarvan. De winnaars hiervan schrijven naast het prijzengeld een officiële WPT-titel op hun naam:

## Evenementen

### Five Diamond World Poker Classic
- Casino: Bellagio, Las Vegas
- Buy-in: $10.000,-
- Datum: 27 mei t/m 1 juni 2002
- Aantal deelnemers: 146
- Totaal prijzengeld: $1.416.200,-
- Aantal uitbetalingen: 18

| Positie | Naam          | Prijs      |
| ------- | ------------- | ---------- |
| 1ste    | Gus Hansen    | $556.460,- |
| 2de     | John Juanda   | $278.240,- |
| 3de     | Freddy Deeb   | $139.120,- |
| 4de     | John Hennigan | $83.472,-  |
| 5de     | Chris Bigler  | $62.604,-  |
| 6de     | Scotty Nguyen | $48.692,-  |

### Legends of Poker
- Casino: Bicycle Casino, Los Angeles
- Buy-in: $5.000,-
- Datum: 30 augustus t/m 31 augustus 2002
- Aantal deelnemers: 134
- Totaal prijzengeld: $670.000,-
- Aantal uitbetalingen: 9

| Positie | Naam               | Prijs      |
| ------- | ------------------ | ---------- |
| 1ste    | Chris Karagulleyan | $258.000,- |
| 2de     | Hon Le             | $122.550,- |
| 3de     | Stan Goldstein     | $61.270,-  |
| 4de     | Mark Seif          | $38.700,-  |
| 5de     | Can Kim Hua        | $29.025,-  |
| 6de     | Kathy Liebert      | $22.575,-  |

### Costa Rica Classic
- Casino: Casinos Europa, San José
- Buy-in: $500,- (+ $500,- re-buys)
- Datum: 19 oktober 2002
- Aantal deelnemers: 134
- Totaal prijzengeld: $234.858,-
- Aantal uitbetalingen: 10

| Positie | Naam             | Prijs      |
| ------- | ---------------- | ---------- |
| 1ste    | Jose Rosenkrantz | $108.730,- |
| 2de     | Jamie Ligator    | $45.000,-  |
| 3de     | Luis Milanes     | $25.120,-  |
| 4de     | Dewey Tomko      | $14.650,-  |
| 5de     | Jamie Anteneloff | $11.510,-  |
| 6de     | R.A. Head        | $9.420,-   |

### Gold Rush
- Casino: Lucky Chances Casino, Colma
- Buy-in: $3.000,-
- Datum: 10 november t/m 11 november 2002
- Aantal deelnemers: 152
- Totaal prijzengeld: $456.000,-
- Aantal uitbetalingen: 18

| Positie | Naam               | Prijs      |
| ------- | ------------------ | ---------- |
| 1ste    | Paul Darden        | $146.000,- |
| 2de     | Chris Bigler       | $88.000,-  |
| 3de     | Antonio Esfandiari | $44.000,-  |
| 4de     | Phil Hellmuth      | $34.000,-  |
| 5de     | Vince Burgio       | $26.000,-  |
| 6de     | Tommy Garza        | $21.000,-  |

### World Poker Finals
- Casino: Foxwoods Resort Casino, Mashantucket (Connecticut)
- Buy-in: $10.000,-
- Datum: 14 november t/m 17 november 2002
- Aantal deelnemers: 89
- Totaal prijzengeld: $915.000,-
- Aantal uitbetalingen: 10

| Positie | Naam           | Prijs      |
| ------- | -------------- | ---------- |
| 1ste    | Howard Lederer | $320.400,- |
| 2de     | Layne Flack    | $186.900,- |
| 3de     | Andy Bloch     | $102.350,- |
| 4de     | Phil Ivey      | $75.650,-  |
| 5de     | Peter Giordano | $57.850,-  |
| 6de     | Ron Rose       | $44.500,-  |

### World Poker Open
- Casino: Binion's Horseshoe, Tunica
- Buy-in: $10.000,-
- Datum: 28 januari t/m 31 januari 2003
- Aantal deelnemers: 160
- Totaal prijzengeld: $1.600.000,-
- Aantal uitbetalingen: 27

| Positie | Naam             | Prijs      |
| ------- | ---------------- | ---------- |
| 1ste    | Dave Ulliott     | $589.175,- |
| 2de     | Phil Ivey        | $290.130,- |
| 3de     | Johnny Donaldson | $145.065,- |
| 4de     | Buddy Williams   | $91.620,-  |
| 5de     | Jeremy Tinsley   | $68.715,-  |
| 6de     | Tommy Grimes     | $53.445,-  |

### Euro Finals of Poker
- Casino: Aviation Club de France, Parijs
- Buy-in: €10.000,- ($10.790,-)
- Datum: 12 februari t/m 15 februari 2003
- Aantal deelnemers: 86
- Totaal prijzengeld €831.000,- ($894.510,-)
- Aantal uitbetalingen: 9

| Positie | Naam               | Prijs                   |
| ------- | ------------------ | ----------------------- |
| 1ste    | Christer Johansson | €500.000,- ($538.213,-) |
| 2de     | Claude Cohen       | €160.000,- ($172.228,-) |
| 3de     | Allen Cunningham   | €80.000,- ($86.114,-)   |
| 4de     | Jacques Durand     | €32.000,- ($34.446,-)   |
| 5de     | Tony G             | €16.000,- ($17.223,-)   |
| 6de     | Alain Hagege       | €13.000,- ($13.994,-)   |

### L.A. Poker Classic
- Casino: Commerce Casino, Los Angeles
- Buy-in: $10.000,-
- Datum: 21 februari t/m 24 februari 2003
- Aantal deelnemers: 136
- Totaal prijzengeld: $1.360.000,-
- Aantal uitbetalingen: 20

| Positie | Naam            | Prijs      |
| ------- | --------------- | ---------- |
| 1ste    | Gus Hansen      | $532.490,- |
| 2de     | Daniel Rentzer  | $253.595,- |
| 3de     | Andy Bloch      | $125.460,- |
| 4de     | David Pham      | $80.080,-  |
| 5de     | Steven Shkolnik | $53.390,-  |
| 6de     | Bob Stupak      | $46.715,-  |

### Party Poker Million
- Buy-in: $5.300,-
- Datum: 6 maart 2003
- Aantal deelnemers: 177
- Totaal prijzengeld: $1.013.800,-
- Aantal uitbetalingen: 9

| Positie | Naam             | Prijs      |
| ------- | ---------------- | ---------- |
| 1ste    | Howard Lederer   | $289.150,- |
| 2de     | Chip Jett        | $175.900,- |
| 3de     | Joe Simpkins     | $105.540,- |
| 4de     | Maureen Feduniak | $79.155,-  |
| 5de     | Tim Lark         | $52.770,-  |
| 6de     | Daniel Coupal    | $43.975,-  |

### World Poker Challenge
- Casino: Reno Hilton, Reno
- Buy-in: $5.000,-
- Datum: 31 maart t/m 2 april 2003
- Aantal deelnemers: 87
- Totaal prijzengeld: $421.746,-
- Aantal uitbetalingen: 9

| Positie | Naam          | Prijs      |
| ------- | ------------- | ---------- |
| 1ste    | Ron Rose      | $168,298,- |
| 2de     | Cal Dykes     | $96.772,-  |
| 3de     | Tony Le       | $50.490,-  |
| 4de     | Paul Magriel  | $29.452,-  |
| 5de     | Mark Edwards  | $23.140,-  |
| 6de     | T.J. Cloutier | $18.934,-  |

### WPT Championship
- Casino: Bellagio, Las Vegas
- Buy-in: $25.000,-
- Datum: 14 april t/m 18 april 2003
- Aantal deelnemers: 111
- Totaal prijzengeld: $2.691.750,-
- Aantal uitbetalingen: 28

| Positie | Naam             | Prijs        |
| ------- | ---------------- | ------------ |
| 1ste    | Alan Goehring    | $1.011.886,- |
| 2de     | Kirill Gerasimov | $506.625,-   |
| 3de     | Phil Ivey        | $253.313,-   |
| 4de     | Doyle Brunson    | $159.987,-   |
| 5de     | Ted Forrest      | $119.990,-   |
| 6de     | James Hoeppner   | $93.326,-    |

WPT seizoen 1 · WPT seizoen 2 · WPT seizoen 3 · WPT seizoen 4 · WPT seizoen 5 · WPT seizoen 6 · WPT seizoen 7 · WPT seizoen 8 · WPT seizoen 9 · WPT seizoen 10 · WPT seizoen 11 · WPT seizoen 12 · WPT seizoen 13 · WPT seizoen 14 · WPT seizoen 15 · WPT seizoen 16 · WPT seizoen 17 · WPT seizoen 18 · WPT seizoen 19